# Miracle Workers (serie televisiva)
Miracle Workers è stata una serie televisiva antologica statunitense basata sugli scritti di Simon Rich e con protagonisti Daniel Radcliffe, Steve Buscemi, Geraldine Viswanathan, Jon Bass, Karan Soni, Sasha Compère e Lolly Adefope.
La serie, inizialmente creata come miniserie televisiva dallo stesso Rich, è stata rinnovata nel 2019 per una seconda stagione, venendo così sviluppata come serie antologica. La prima stagione è basata sul romanzo What in God's Name e la seconda stagione è basata sul racconto Revolution.
Miracle Workers è andata in onda dal 12 febbraio 2019, con la sua prima stagione di sette episodi. Una seconda stagione di dieci episodi, sottotitolata Dark Ages, è andata in onda da gennaio 2020. La terza stagione, intitolata Oregon Trail, invece dal 13 luglio 2021. 
Nel novembre 2021, la serie è stata rinnovata per una quarta stagione, sottotitolata End Times, inizialmente prevista per il 16 gennaio 2023, ma che è andata in onda dal 10 luglio.
Nel novembre 2023, la serie è stata cancellata dopo quattro stagioni.

## Trama

### Prima stagione
Craig è un angelo di serie C responsabile della gestione delle preghiere di tutti gli esseri umani, mentre il suo capo, Dio, ha lasciato quasi tutto per concentrarsi nei suoi passatempi preferiti. Per prevenire la distruzione della Terra, Craig dovrà concentrarsi per fare un miracolo, ma l'operazione sarà molto difficile.

### Seconda stagione
Gli abitanti di un villaggio medievale cercano di rimanere positivi in un’epoca dominata da disuguaglianza, differenza di classi sociali, scarsa assistenza sanitaria e ignoranza. Il principe Chauncley cercherà di dimostrare il suo valore al padre grazie all'aiuto di Lord Chris Vexler, mentre i poveri Al e Mikey portano avanti l'umile lavoro del padre, cercando al contempo di migliorare la propria posizione sociale.

### Terza stagione
Nella speranza di vivere in condizioni migliori, gli abitanti di un villaggio, tra cui il reverendo Ezekiel Brown, la giovane Prudence Aberdeen e il compagno Todd Aberdeen percorrono la pista dell'Oregon guidati dal fuorilegge Benny the Teen, il quale si scontra più volte con il suo nemico, The Gunslinger.

## Episodi
| Stagione         | Episodi | Prima TV USA | Prima TV Italia |
| ---------------- | ------- | ------------ | --------------- |
| Prima stagione   | 7       | 2019         | 2019            |
| Seconda stagione | 10      | 2020         | 2020            |
| Terza stagione   | 10      | 2021         | 2022            |
| Quarta stagione  | 10      | 2023         | inedita         |

## Personaggi e interpreti

### Prima stagione

#### Principali
- Dio, interpretato da Steve Buscemi
- Craig Bog, interpretato da Daniel Radcliffe
- Eliza Hunter, interpretata da Geraldine Viswanathan
- Sanjay Prince, interpretato da Karan Soni
- Sam, interpretato da Jon Bass
- Laura, interpretata da Sasha Compère
- Rosie, interpretata da Lolly Adefope

#### Ricorrenti
- Mason, interpretato da John Paul Reynolds
- Gail, interpretata da Angela Kinsey
- Dave Shelby, interpretato da Tim Meadows
- Padre di Dio, interpretato da Chris Parnell
- Madre di Dio, interpretata da Margaret Cho
- Fratello di Dio, interpretato da Tituss Burgess

### Seconda stagione

#### Principali
- Edward "Eddie" Murphy Shitshoveler, interpretato da Steve Buscemi
- Il principe Chauncley, interpretato da Daniel Radcliffe
- Alexandra "Al" Shitshoveler, interpretata da Geraldine Viswanathan
- Lord Chris Vexler, interpretato da Karan Soni
- Michael "Mikey" Shitshoveler, interpretato da Jon Bass
- Maggie, interpretata da Lolly Adefope

### Terza stagione

#### Principali
- Benny the Teen, interpretato da Steve Buscemi
- Il reverendo Ezekiel Brown, interpretato da Daniel Radcliffe
- Prudence Aberdeen, interpretata da Geraldine Viswanathan
- The Gunslinger, interpretato da Karan Soni
- Todd Aberdeen, interpretato da Jon Bass

## Produzione

### Sviluppo
Il 17 maggio 2017, TBS ha annunciato di aver dato alla produzione un ordine per una miniserie composta da 7 puntate. Inizialmente i produttori della miniserie dovevano essere Rich, Lorne Michaels, Andrew Singer, Daniel Radcliffe e Owen Wilson. Le case di produzione coinvolte sono Broadway Video, Allagash Industries, FX Productions e Studio T. Il 19 ottobre 2017 è stato annunciato che Wilson non avrebbe più prodotto la miniserie e che sarebbe stato sostituito da Steve Buscemi. La miniserie è stata successivamente convertita nella prima stagione di una serie antologica.

### Casting
Accanto all'annuncio dell'ordine della miniserie, che è stata convertita nella prima stagione della serie antologico solo in seguito, è stato confermato che Daniel Radcliffe e Owen Wilson sarebbero stati i protagonisti. Il 19 ottobre 2017, fu annunciato che Steve Buscemi aveva sostituito Wilson nel ruolo di Dio dopo che quest'ultimo aveva deciso di liberare la parte. Nel novembre 2017, Deadline Hollywood e Variety riportarono che Geraldine Viswanathan, Jon Bass, Karan Soni e Sasha Compère erano stati ingaggiati in ruoli principali. Il 25 marzo 2018, fu annunciato che Lolly Adefope si era unita al cast.

### Riprese
Le riprese principali delle 7 puntate della prima stagione si sono svolte tra dicembre 2017 e gennaio 2018 ad Atlanta e a Norcross, entrambe in Georgia, e in Piedmont Park.

## Promozione

### Marketing
Il 5 dicembre 2018, TBS pubblicò un teaser trailer della prima stagione. Il 19 dicembre 2018 è stato pubblicato il trailer completo.

## Distribuzione

### Stati Uniti

#### Anteprima
Il 26 gennaio 2019, il primo episodio è stato presentato durante il Sundance Film Festival 2019. Tra i presenti c'erano Daniel Radcliffe, Geraldine Viswanathan, Karan Soni e Simon Rich.

#### Trasmissione
Ufficializzata il 4 dicembre 2018, la prima stagione è stata trasmessa sul canale TBS dal 12 febbraio al 26 marzo 2019. L'8 febbraio 2019, la rete ha pubblicato il primo episodio sul suo canale YouTube ufficiale.
Il 15 maggio 2019 è stata rinnovata per la seconda stagione che è andata in onda negli Stati Uniti dal 28 gennaio al 31 marzo 2020.

### Italia
In Italia la prima stagione è andata in onda su Italia 1 in seconda serata, dopo la mezzanotte, dal 2 aprile al 7 maggio 2019. La seconda stagione, inizialmente prevista prima il 26 febbraio 2020 e poi il 28 marzo 2020, a causa della riprogrammazione dei palinsesti per l'emergenza COVID-19, è andata in onda dall'8 ottobre al 19 novembre 2020 in seconda serata su Italia 1 dopo Le Iene.
La terza stagione va in onda dal 30 marzo 2022 sempre in seconda serata su Italia 1 subito dopo Le Iene.

## Accoglienza

### Critica
La prima stagione è stata accolta positivamente dalla critica. Sull'aggregatore di recensioni Rotten Tomatoes ha un indice di gradimento del 74% con un voto medio di 6,73 su 10, basato su 34 recensioni, mentre su Metacritic ha un punteggio di 61 su 100, basato su 19 recensioni. La seconda stagione ha un punteggio di 70 su 100, basato su 4 recensioni.